# Verlengde dubbelgedraaide vijfhoekige dubbelkoepel
Een verlengde dubbelgedraaide vijfhoekige dubbelkoepel is in de meetkunde het johnsonlichaam J46. Deze ruimtelijke figuur kan worden geconstrueerd door twee vijfhoekige koepels J5 met hun congruente grondvlakken op het grond- en bovenvlak van een tienhoekig antiprisma te plaatsen. Het lichaam is chiraal: het bestaat zowel in rechts- als in linksdraaiende vorm. Het verschil bestaat erin dat beide vijfhoekige koepels in de twee verschillende chirale vormen 36° verschillend ten opzichte van elkaar zijn gedraaid.
De 92 johnsonlichamen werden in 1966 door Norman Johnson benoemd en beschreven.
- (en)  MathWorld. Gyroelongated Pentagonal Bicupola